# Huds moar
Huds moar är ett bergsparti i Bohuslän som höjer sig över de omgivande dalgångarna. Israndsbildningen Berghemsmoränen går fram genom området. Högsta toppen är Hudeberg, 139 meter över havet.
Området har varit bebott sedan länge. Vid utgrävningar, bland annat i samband med ny sträckning för Europaväg 6, har lämningar från sten-, brons- och järnålder grävts ut. Inom området finns även rester av sentida stenbrott.

## Etymologi
Området har sitt namn efter den sandiga moiga marken på gården Hud, som ligger söder om Huds moar.

## Vindkraftpark
På Huds moar uppfördes våren 2008 sex vindkraftverk. De var vid byggtillfället Sveriges högsta vindkrafttorn, 100 m. Rotordiametern är 90 m och effekten är 2,5 MW.